# Emma Huismans
Emma Huismans (Bennekom, 10 juli 1946) is een Nederlandse en Zuid-Afrikaanse schrijfster, journaliste en voormalig anti-apartheidsactiviste.

## Leven en werk
Huismans werd in Nederland geboren. Op vijfjarige leeftijd emigreerde ze naar Zuid-Afrika en leerde er de Zuid-Afrikaanse taal.
Van 1985 tot 1986 was Huismans verslaggeefster voor Crisis News in Kaapstad. Ze zette zich in de jaren tachtig in voor de afschaffing van de apartheid, hetgeen werd gecompliceerd door het feit dat ze zowel blank als lesbisch was. Dat laatste is meteen ook het voornaamste thema in haar literaire debuut: de verhalenbundel Berigte van weerstand (1990). Na Berigte van weerstand schreef Huismans nog een aantal boeken, in het Afrikaans zowel als in het Nederlands, fictie zowel als non-fictie. Kenmerkend voor haar werk zijn de verwoording van gevoelens van woede en frustratie, met name met betrekking tot de problemen in de post-apartheid-periode in Zuid-Afrika. Een ander belangrijk thema in haar werk is ontheemding.
Sinds 1990 woont en werkt Emma Huismans afwisselend in Nederland en Zuid-Afrika. 

## Noot
1. ↑  Alle boeken van Huismans verschenen zowel in het Nederlands als in het Afrikaans

- Digitale Bibliotheek voor de Nederlandse Letteren: huis014
- Gemeinsame Normdatei: 120241951
- International Standard Name Identifier: 0000 0000 2926 1096
- Library of Congress Control Number: n91125741
- Nederlandse Thesaurus van Auteursnamen: 075286467
- Virtual International Authority File: 53337227
- WorldCat: E39PBJw4CkY4GkxBK6DCqDtBT3